# Dylan Page (ciclista)
Dylan Page (5 de noviembre de 1993) es un ciclista suizo que fue profesional entre 2015 y 2019.
En octubre de 2019 anunció su retirada como ciclista profesional a los 25 años de edad.

## Palmarés
2018
- 1 etapa del Tour de Indonesia

## Equipos
- Team Roth (2015-2016)
- Caja Rural-Seguros RGA (2017)[2][3]
- Team Sapura (2018)
- IAM Excelsior (2019)[4]